# Sigwe
Sigwe ist ein Inkhundla (Verwaltungseinheit) im Norden der Region Shiselweni in Eswatini. Es ist 193 km² groß und hatte 2007 gemäß Volkszählung 11.776 Einwohner.

## Geographie
Das Inkhundla liegt im Norden der Region Shiselweni am Fuße der Sigwe Hills, welche die Ostgrenze bilden. Dort verläuft auch die MR 21, die die Hauptverkehrsader des Inkhundla ist und weiter nördlich in die MR 10 mündet.

## Gliederung
Der Bezirk gliedert sich in die Imiphakatsi (Häuptlingsbezirke) Kuphumleni, Lulakeni, Ndunayithini und Nyatsini.